# Formigas
Fomigas je skupina neobydlených ostrůvků a skalních výběžků v Atlantském oceánu, které jsou součástí Azorského souostroví patřícího Portugalsku. 
Administrativně spadají do jurisdikce přístavního orgánu ve Vila do Porto na ostrově Santa Maria.

## Dějiny
Souostroví objevili v roce 1431 portugalští mořeplavci Diogo de Silves a Gonçalo Velho Cabral během plavby na Madeiru. Tím začala postupná etapa osidlování Azor.
V 16. století portugalský kronikář Gaspar Frutoso jako první zdokumentoval bohatý podmořský život v okolí souostroví. První vědeckou expedici ve vodách souostroví podnikla v roce 1886 italská loď Corsaro za účelem prozkoumání podmořského života: vědecky i komerčně.
Dne 2. března 1895 se rozhodlo o výstavbě majáku na největším ostrově Formigão. Po složitých přípravách, v rámci kterých bylo třeba vybudovat přístupovou cestu a přistávací molo pro lodě, byl v roce 1948 vybudován maják s výškou 19 m, který byl v roce 1962 zmodernizován. Následně byl maják vybaven nejmodernější technikou včetně solárních panelů zabezpečujících jeho napájení, které nahradily lampy na acetylen. Maják je možné vidět při normální viditelnosti ze vzdálenosti až 22 km.
Souostroví bylo v roce 1988 prohlášeno za přírodní rezervaci spolu s přilehlou mělčinou Dolobarant a v roce 2003 bylo přiřazeno k soustavě chráněných území evropského významu Natura 2000 pod kódem PTSMA0023.

## Geografie
Souostroví se nachází v jihovýchodní části Azorského souostroví 37 km severovýchodně od ostrova Santa Maria a 63 km jihovýchodně od ostrova São Miguel. Sestává z množství ostrůvků a skalních výběžků táhnoucích se ze severu na jih v délce přibližně 165 m a v šířce přibližně 80 m o rozloze přibližně 9 km². Největší z ostrůvků Formigão já zároveň i nejvyšší s maximální nadmořskou výškou 11 m n. m..
Okolní vody mají velký ekologický význam vzhledem k rozmanitosti mořského života a skutečnosti, že jsou zdrojem velkého množství potravy pro mnoho mořských živočišných druhů, včetně žraloků, želv, mant a různých druhů delfínů a velryb.